# Mieczysław Kieta
Mieczysław Kieta (ur. 30 grudnia 1920 w Krakowie, zm. 13 czerwca 1984) – krakowski dziennikarz, działacz społeczny i polityczny. 

## Życiorys
Urodził się w rodzinie Franciszka i Kunegundy Kieta.
Podczas II wojny światowej był więźniem obozów koncentracyjnych Auschwitz-Birkenau, Gross-Rosen, Flossenbürg (podobóz Leitmeritz).
Po wojnie, od 15 marca do 1 października 1946 był kierownikiem referatu prasowego (oficerem informacji wydziału służby zewnętrznej) KW MO w Krakowie. W latach 1946–1950 był członkiem miejskiej i wojewódzkiej Rady Narodowej w Krakowie. W 1948 kierował wydziałem polityczno-propagandowym Wojewódzkiego Komitetu Robotniczego PPS w Krakowie. W latach 1950–1952 był słuchaczem Szkoły Partyjnej przy KC PZPR w Warszawie. W okresie 1963–1969 przewodniczył komisji prasy i wydawnictw KW PZPR, a od 1969 przewodniczył komisji propagandy KW PZPR w Krakowie. 
W latach 1953–1955 był redaktorem naczelnym krakowskiej rozgłośni Polskiego Radia. Współtwórca takich tytułów jak: „Echo Krakowa”, „Gazeta Krakowska” (redaktor naczelny od 1955 do 1957). Redaktor naczelny „Dziennika Polskiego” (1969–1970) i „Przekroju” (1969–1973).
Prezes krakowskiego oddziału Stowarzyszenia Dziennikarzy Polskich, sekretarz Międzynarodowej Organizacji Dziennikarzy (1973–1978). Sekretarz generalny Międzynarodowego Komitetu Oświęcimskiego. 
Pochowany w alei zasłużonych cmentarza Rakowickiego w Krakowie (kwatera LXIX pas A-I-15).

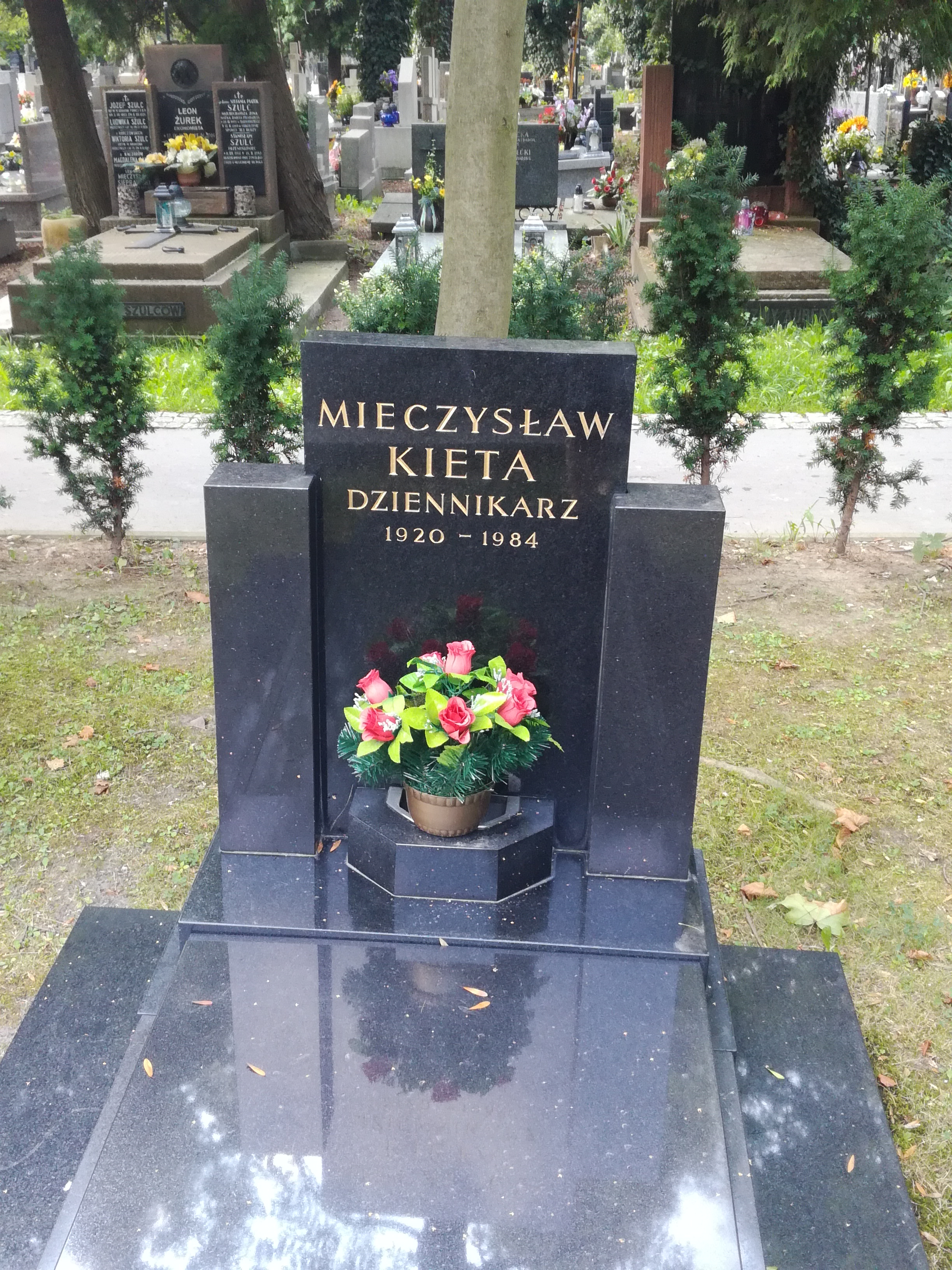
Grób Mieczysława Kiety na cmentarzu Rakowickim w Krakowie

## Publikacje
- Kryptonim T-4 (1962, Biblioteka Żółtego Tygrysa)

## Ordery i odznaczenia
- Order Sztandaru Pracy I klasy (1976)[5]
- Krzyż Kawalerski Orderu Odrodzenia Polski (1954)[6]
- Srebrny Krzyż Zasługi (1950)[7]
- Medal 10-lecia Polski Ludowej (1955)[8]
- Złota Odznaka „Za Pracę Społeczną dla miasta Krakowa” (1965)[9]